# 陈国厂
陈国厂，中华人民共和国政治人物、全国脱贫攻坚先进个人。

## 生平
陈国厂任太康县高贤乡汪庄村村医。因在脱贫攻坚战中作出突出贡献，2021年2月25日全国脱贫攻坚总结表彰大会上，陈国厂被授予“全国脱贫攻坚先进个人”。